# RTV Vilafranca
Ràdio Vilafranca és l'emissora de ràdio local de Vilafranca del Penedès. L'emissora pertany a Sercom SL, l'empresa municipal que gestiona també el canal de televisió penedesenc Penedès Televisió, també conegut com a Penedès TV, el qual fou gestionat pel Consorci Penedès Televisió durant els seus inicis. Aquest consorci, constituït el 14 de setembre de 2007, estava format per quatre institucions públiques: els ajuntaments de Vilafranca del Penedès, Santa Margarida i els Monjos, Gelida i La Granada. Malgrat que la incorporació del Vendrell al consorci es va acordar l'any 2007, les al·legacions van provocar que no ho fes realment fins al març del 2010.
El canal, que suposa de fet una continuació de Vilafranca TV, començà a emetre a través de la televisió digital terrestre l'11 de setembre de 2009 amb motiu de la Diada Nacional de Catalunya. En març de 2012 va incorporar les emissions de la televisió local del Vendrell.
El canal programa noticiaris descentralitzats i cobreix festivitats destacades com la Festa Major, el Carnaval i les Fires de Maig, i esdeveniments culturals com el Festival EVA, la temporada castellera, el Vijazz i la Fira del Gall.